# 李蔓瑩
李蔓瑩（英語：Renee Li；1990年10月11日—），香港模特兒、節目主持人及演員。因於網絡傳媒平台杜汶澤喱騷主持節目《為何深夜總是餓》而成功增加網上知名度。

## 演出

### 電影
- 2011年：《開心魔法》 飾 波波
- 2013年：《盲探》 飾 楊珮琦 [5]

### 電視節目
- 2011年：無線電視《變身男女chok chok chok》嘉賓
- 2014年：香港有線電視《為食情報局》主持
- 2015年：香港有線電視《臥底旅行團》主持[6]
- 2016年：ViuTV《對不起 標籤你》Tagger
- 2016年：ViuTV《旅行吊靴鬼 - 日本》主持
- 2017年：ViuTV《旅行吊靴鬼 - 韓國》主持
- 2017年：ViuTV《Girls' Talk》主持
- 2017年：ViuTV《晚吹 - 有病有真相》主持
- 2018年：香港電台《日常8點半》主持
- 2020年：ViuTV《女學生·吹水班》嘉賓
- 2020年：ViuTV《點相 III 先機算》主持
- 2020年：ViuTV《點擺》第3集嘉賓主持
- 2021年：ViuTV《亞洲早晨》主持
- 2021年：ViuTV《有酒今晚吹》嘉賓
- 2021年：ViuTV《膠戰S2》第9集嘉賓
- 2021年：香港開電視《搵陣》嘉賓
- 2022年：ViuTV《肥美人》嘉賓
- 2023年：ViuTV《馬泰有FOOD了》主持
- 2023年：ViuTV《再一次初戀》嘉賓

### 網台節目
- 2018年起 : 杜汶澤喱騷《為何深夜總是餓》助手
- 2021年 : 杜汶澤喱騷《衝衝煮》嘉賓
- 2021 : 杜汶澤喱騷《在觀塘下體現愛的故事》演員

### 廣告
- 2014年：1 Day Acuvue
- 2017年：香港機場無限機遇齊起飛
- 2019年：Be3防曬噴霧
- 2019年：萬福珠寶
- 2019年：KLOOK TRAVEL
- 2019年：雀巢Drumstick
- 2020年：安信兄弟
- 2021年：職安局
- 2021年：WeWa卡
- 2022年：WeWa卡[7]

## 私人生活
李蔓瑩早年公開承認自己是雙性戀者。她出道時曾經與男藝人鄺家銘（阿占）交往多年，一度被認為會拉埋天窗，但最後分手收場。其後她再與女髮型師Joe交往四年多，但分手時被指介入男藝人駱振偉的婚姻。
2025年5月，藝人伍允龍承認與小13歲的李蔓瑩交往。

## 外部連結
- 李蔓瑩的Facebook專頁
- 李蔓瑩的Instagram帳戶
- 李蔓瑩在香港影庫上的簡介